# Dendronephthya obtusa
Dendronephthya obtusa är en korallart som beskrevs av Henderson 1909. Dendronephthya obtusa ingår i släktet Dendronephthya och familjen Nephtheidae. Inga underarter finns listade i Catalogue of Life.